# ديلا هان
ديلا ماري هان هي عالمه نفسيه امريكيه ومديره أبحاث تعمل كمديره مشاركه للأبحاث خارج معهد المعهد الوطني لصحة الطفل والتنمية البشرية .

## نشأتها وتعليمها
ديلا ماري هان من جيتيسبيرغ، بنسلفانيا . حصلت علي البكالوريوس من كلية كاتاوبا عام 1981.  في عام 1986 حصلت على دكتوراه في علم النفس التجريبي مع التركيز على قضايا تنمية الطفل
- من جامعة تينيسي . [2] [3] كانت أطروحتها بعنوان العوامل التي تؤثر على جودة رعاية الأم: المفاهيم النظامية . كان مستشار الدكتوراه '''Robert Wahler''' . [4] حصلت على زمالة ما بعد الدكتوراه من مؤسسة ماك آرثر في قسم الطب النفسي في المركز الطبي في لويزيانا في نيو أورليانز . هناك، شاركت هان في البحوث المتعلقة بالتنمية الاجتماعية والعاطفية المبكرة عند الرضع من الأمهات المراهقات.

## وظيفه
انضمت هان الي معاهد الصحة الوطنية الأمريكية (NIH) في عام 1991 كرئيسه برنامج العمليات الشخصية و الأسرية في المعهد الوطني للصحة العقلية (NIMH) السلوكية والمعرفية، وفرع بحوث العلوم الاجتماعية.  وقد شغلت منذ ذلك الحين مجموعة متنوعة من الأدوار القيادية داخل كل من NIMH ومكتب NIH للأبحاث خارج المكتب (OER) ، بما في ذلك مستشار السياسات الرئيسي في OER ومدير مكتب سياسات العلوم والتخطيط والاتصالات في NIMH. هناك، قادت هان البرامج وأدارها حول سياسة العلوم وتقييم البرامج ، والتخطيط الاستراتيجي، والترميز العلمي للأمراض وتحليلها، والاتصالات الداخلية والخارجية ونشرها .  شغلت هان منصب المديره المساعدة للتدريب البحثي والتعاون العلمي مع قسم NIMH للاضطرابات النفسية، والبحث السلوكي، والإيدز.
اعتبارًا من عام 2008 ، كانت هان تعمل نائبه مدير OER ، بينما كان تعمل في نفس الوقت كمديره بالنيابة لمكتب NIMH لتنسيق أبحاث التوحد في المعهد الوطني للصحة العقلية (NIMH).  وبهذه الصفة، قدمت القيادة والإدارة للجنة تنسيق التوحد بين الوكالات (IACC) المفوضة من قبل الكونغرس.  قادت أول خطة إستراتيجية وطنية للجنة.  في عام 2010 ، تم تعيينها نائبة مدير OER.
في عام 2015 ، أصبحت هان المديره المساعدة للأبحاث خارج معهد إيونيس كينيدي شرايفر الوطني لصحة الطفل والتنمية البشرية (NICHD). وهي تعمل مع مدير المستشار الرئيسي لـ NICHD في القضايا العلمية والسياسات الخارجية. 